# Chrysophlegma
Chrysophlegma — рід дятлоподібних птахів родини дятлових (Picidae). Представники цього роду мешкають в Південній і Південно-Східній Азії. Раніше їх відносили до роду Жовна (Picus), однак за результатами молекулярно-філогенетичного дослідження вони були переведені до відновленого роду Chrysophlegma.

## Види
Виділяють три видм:
- Жовна вогниста (Chrysophlegma miniaceum)
- Жовна каштановошия (Chrysophlegma mentale)
- Жовна жовтогорла (Chrysophlegma flavinucha)

## Етимологія
Наукова назва роду Chrysophlegma походить від сполучення слів дав.-гр. βραχυς — короткий і λοφος — чуб.